# Numancja
Numancja (łac. Numantia, hiszp. Numancia) – starożytne miasto i stanowisko archeologiczne w środkowo-północnej części Hiszpanii (Kastylia), odległe o 7 km od Sorii.
Początkowo osada (oppidum), później starożytne miasto założone przez celtyberyjskie plemię Arewaków nad rzeką Durius (obecnie Duero). Było ważnym punktem oporu Celtyberów przeciwko Rzymianom. O jego zdobycie toczyła się w latach 143-133 p.n.e. tzw. wojna numantyjska, zakończona przez Scypiona, który poprzez odizolowanie miasta doprowadził do jego kapitulacji po dziewięciu miesiącach oblężenia. Wskutek wygłodzenia jego mieszkańcy posuwali się do kanibalizmu, w końcu niemal wszyscy odebrali sobie życie, bardziej od niego ceniąc wolność. Scypion zdołał zgromadzić zaledwie 50 osób, z którymi odbył triumf, resztę pozostałych przy życiu sprzedał w niewolę. Miasto zostało ostatecznie zburzone. 
Numancja została odbudowana przez Oktawiana Augusta, jednakże z biegiem czasu utraciła poprzednie znaczenie. Pozostałości starożytnej Numancji i antycznych fortyfikacji zostały odsłonięte przez wykopaliska archeologiczne w okolicach Sorii, zapoczątkowane w 1905 przez Adolfa Schultena.